# Pavel (Fokin)
Pavel (světským jménem: Pavel Semjonovič Fokin; * 9. ledna 1956, Kučerivka) je ukrajinský duchovní Ruské pravoslavné církve, arcibiskup, metropolita chanty-mansijský a surgutský a metropolita manilský a hanojský. 

## Život
Narodil se 9. ledna 1956 ve vesnici Kučerivka Sumské oblasti.
V letech 1974–1976 sloužil v řadách Sovětské armády.
Od roku 1981 byl regentem dětského sboru a sboru pedagogů střední školy.
Roku 1985 odešel do Leningradu. Zde byl čtecem a psalomščikem v chrámu Proměnění Páně.
Roku 1989 začal studovat na Leningradském duchovním semináři. Po dokončení studia roku 1992 nastoupil na Leningradskou duchovní akademii.
Dne 21. září 1996 byl arcibiskupem kostromským a galičským Alexandrem (Mogiljovem) rukopoložen na diákona a 27. září na jereje.
Dne 8. října 1996 byl postřižen na monacha a přijal mnišské jméno Pavel na počest svatého Pavla Obnorského.
Dne 31. října 1996 se stal představeným Ipatěvského monastýru v Kostromě.
Dne 17. října 1997 byl povýšen na igumena a 21. května 1998 na archimandritu.
Byl blagočinným chrámů Kostromy, předsedou eparchiálního soudu či přednášejícím Kostromského duchovního semináře.
Dne 16. října 2002 se stal asistentem vedoucího Ruské duchovní misie v Jeruzalémě.
Dne 26. prosince 2003 byl osvobozen od funkce představeného monastýru a jmenován představeným chrámu svatého Mikuláše v San Franciscu.
Dne 21. srpna 2007 se stal představeným chrámu svatého Mikuláše v Římě.
Dne 30. května 2011 jej Svatý synod zvolil biskupem chanty-mansijským a surgutským.
Dne 11. června 2011 byl oficiálně jmenován biskupem a o den později proběhla v chrámu Zesnutí přesvaté Bohorodice Trojicko-sergijevské lávry jeho biskupská chirotonie. Světiteli byli patriarcha moskevský Kirill, metropolita krutický a kolomenský Juvenalij (Pojarkov), metropolita saranský a mordovský Varsonofij (Sudakov), metropolita astanský a kazachstánský Alexandr (Mogiljov), arcibiskup tverský a kašinský Viktor (Olijnyk), arcibiskup istrijský Arsenij (Jepifanov), arcibiskup tobolský a ťumenský Dimitrij (Kapalin), arcibiskup verejský Jevgenij (Rešetnikov), arcibiskup jaroslavský a rostovský Kirill (Nakoněčnyj), arcibiskup sergievo-posadský Feognost (Guzikov), biskup zarajský Merkurij (Ivanov), biskup solněčnogorský Sergij (Čašin) a biskup jejský German (Kamalov).
Dne 25. prosince 2014 byl ustanoven hlavou chanty-mansijské metropole.
Dne 1. února 2015 byl povýšen na metropolitu.
Dne 30. srpna 2019 byl jmenován metropolitou manilským a hanojským se zachováním funkce metropolity chanty-mansijského.